# مارغريت ميتشل
مارغريت ميتشل (بالإنجليزية: Margaret Munnerlyn Mitchell) (1900 - 1949) هي كاتبة روائية أمريكية ولدت في عام 1900 بمدينة أتلانتا بالولايات المتحدة الأمريكية. وقد بلغت بروايتها الوحيدة ((ذهب مع الريح)) شهرة لم تصل إليها كاتبة روائية أخرى من قبلها، وقد بدأت حياتها العملية في سنة 1921 مخبرة صحفية في جريدة أتلانتا، وفي سنة 1925 تزوجت رئيس التحرير واعتزلت الصحافة. ترعرعت ميتشل بين أقارب عايشوا بصورة مباشرة أحداث الحرب الأهلية الأمريكية، بعد زواج فاشل بدأت بالاعتماد على نفسها من خلال الكتابة لصحيفة محلية في أتلانتا واعتزلت العمل في مجال الصحافة في منتصف العشرينيات وتفرغت لكتابة روايتها المشهورة ذهب مع الريح التي أكملتها في 10 سنين. رفضت ميتشل عروض عديدة ومغرية لكتابة جزء ثاني من تلك الرواية ولكن وفي عام 1980 قام أحفادها بإعطاء الرخصة للكاتبة أليكساندرا ريبلي بان تكتب الجزء الثاني من الرواية وتم طبعها عام 1991 وتم تحويلها إلى سلسلة تلفزيونية ولكن الكتاب والعمل التلفزيوني لم يلقيا نجاحا وتجاوبا من القراء والمشاهدين.

## البدايات
ولدت ميتشل في 8 نوفمبر 1900، كانت والدتها ايزابيل ستيفن من أصول أيرلندية كاثوليكية ووالدها يوجين ميتشل رجل قانون من أصول أسكتلندية وكانت العائلة تضم العديد من الجنود السابقين الذين قاتلوا في الحرب الأهلية وكانت ميتشل في طفولتها منبهرة بقصص الحرب التي كان يقصها عليها اقرباءها. صادفت ميتشل مشاكل في المدرسة في المرحلة الابتدائية بسبب كرهها لمادة الرياضيات التي وجدتها مادة معقدة وجعلتها تكره الذهاب للمدرسة وكانت والدتها تجبرها وتقودها إلى المدرسة رغما عنها. تمت خطوبتها على أحد شباب مدينتها وكان اسمه كليفورد هينري الذي التحق بالجيش الأمريكي في الحرب العالمية الأولى ولقي مصرعه في إحدى المعارك في فرنسا عام 1918.
بعد عام من مقتل خطيبها توفيت والدتها أثناء وباء الإنفلونزا عام 1919 وأصبحت ميتشل ربة البيت والمسؤولة عن رعاية والدها. في عام 1922 كان هناك رجلان في حياة ميتشل يتنافسان على كسب ودها، أحدهما كان لاعب كرة قدم سابق وصاحب مشاكل عديدة مع القانون واسمه بيرين أبشو والثاني كان صحفيا متزنا واسمه جون مارش. اختارت ميتشل صاحب السوابق أبشو ولكن ابشو لم يكن من النوع الملتزم وكان ينتقل من وظيفة إلى أخرى ولم يكن له مصدر دخل ثابت، إضطرت ميتشل إلى الاعتماد على نفسها ومن المفارقات في حياتها ان الرجل الثاني جون مارش الصحفي الذي رفضته ميتشل في السابق وفر لها عملا في صحيفته براتب 25 دولار في الأسبوع. انتهى زواج ميتشل من بيرين ابشو بالطلاق عام 1924 وفي عام 1925 تزوجت ميتشل من مارش واعتزلت الصحافة.

## روايتها
أصيبت ((مارغريت)) بمرض جعلها تلزم البيت في معظم الأوقات، فأخذت تسري عن نفسها بتنفيذ مشروع روائي ضخم يصور أحداث الحرب الأهلية بين ولايات الشمال والجنوب. وقد استدعى ذلك منها قراءة مستفيضة جدا في المراجع التاريخية والاجتماعية، ووجدت في ظل الجو العاصف من الوقائع والعواطف مهربا من حياة الركود والملل وآلام المرض وأوجاعه. وقضت في كتابة فصول الرواية ما بين سنة 1930، 1936. وكانت تتابع الشخصيات وتكتب الأحداث على غير نظام متسلسل، فتكتب فصلا ثم فصلا آخر، ثم تعود فتعدل في الفصول لتحافظ على التسلسل في النهاية. ولم تكن تحلم بنشر هذا العمل الضخم، ولكن الرواية ما أن نشرت حتى اعتبرت حدثا أدبيا مهما، وبيع من طبعتها الغالية أكثر من مليون نسخة في ستة أشهر. ومنحت جوائز عدة أدبية ومنها جائزة بليتزر عام 1937 وأخرجتها السينما بفيلم يحمل نفس اسم الرواية ((ذهب مع الريح)) أصدر عام 1939 وحقق الفيلم أعلى ربح في تاريخ هوليوود، وأحرز الرقم القياسي بفوزه بالكثير من الجوائز، وترجمت الرواية إلى معظم لغات العالم. واعتبرها الأمريكيون أشهر رواية في أدبهم في القرن العشرين في وقتها. وحظيت بإعجاب جميع الأمم لطابعها الإنساني.

## وفاتها

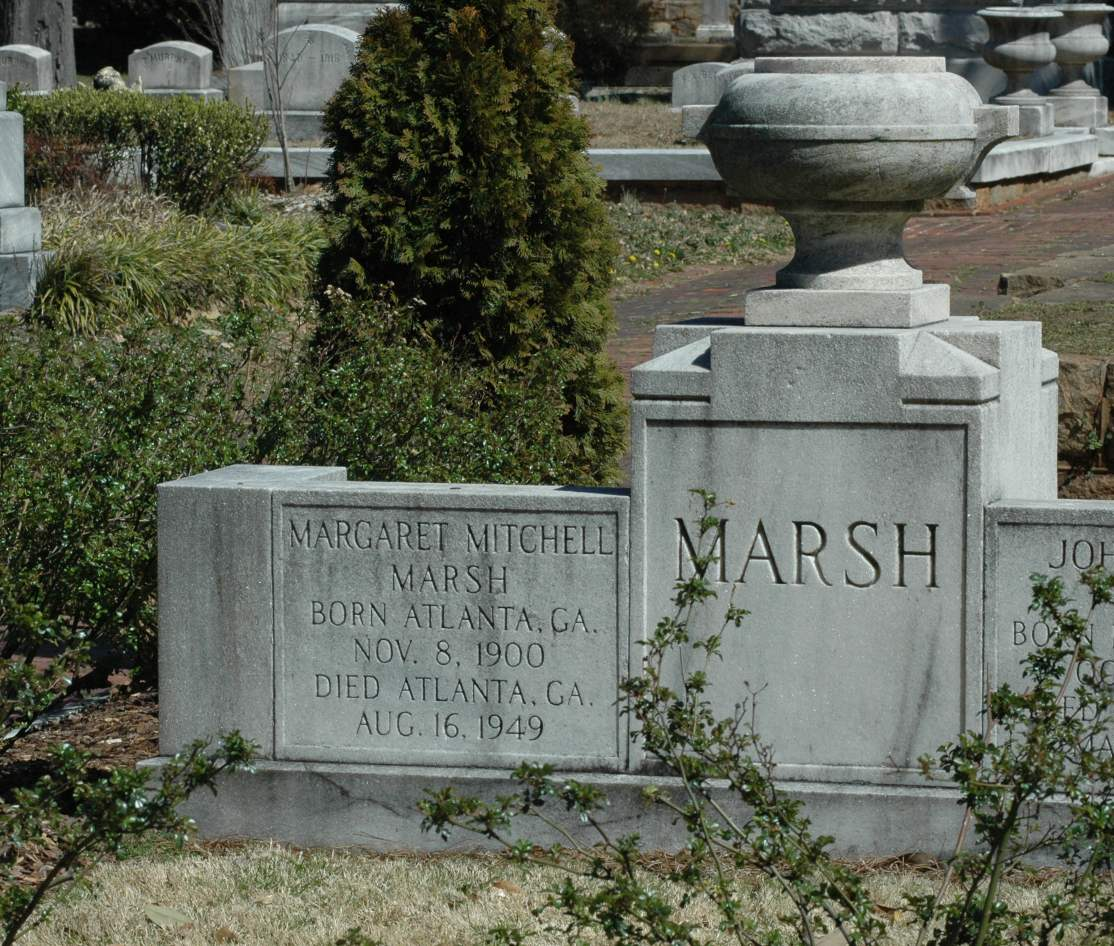
قبر مارغريت ميتشل

في الحرب العالمية الثانية تطوعت ميتشل للعمل مع منظمة الصليب الأحمر الأمريكية وركزت نشاطها في إيصال الأمدادات الغذائية والطبية لبلدة فيموتييه (بالفرنسية: Vimoutiers) في فرنسا وحصلت نتيجة لجهودها على لقب المواطنة الفخرية لتلك البلدة الفرنسية في عام 1949. في 16 اغسطس 1949 تعرضت مارغريت ميتشل لحادث سيارة عندما كانت تعبر الشارع وتوفيت في المستشفى بعد خمسة أيام متأثرة بإصابتها. قيل أن سائق السيارة كان في حالة سكر، وأدين بالقتل غير العمد وتلقى حكماً بالسجن لأربعين عاماً مع الأعمال الشاقة. ذكر السائق أن ميتشل عبرت الشارع دون أن تلتفت إلى السيارات العابرة. توفيت مارغريت عن عمر يناهز 48 عاماً ودفنت في مقبرة أوكلند في أتلانتا. في 16 مايو 1997 تم تحويل المنزل الذي كتبت فيه ميتشل رواية ذهب مع الريح إلى متحف. يقع هذا المنزل في وسط أتلانتا ويحتوي على وثائق وشرائط أصلية لرواية وفيلم ذهب مع الريح مع مقتنيات شخصية لميتشل وهذا المتحف مفتوح على مدار الأسبوع وتكلفة دخوله تبلغ 12 دولاراً.

## روابط خارجية
- مارغريت ميتشل على موقع IMDb (الإنجليزية)
- مارغريت ميتشل على موقع الموسوعة البريطانية (الإنجليزية)
- مارغريت ميتشل على موقع مونزينجر (الألمانية)
- مارغريت ميتشل على موقع ألو سيني (الفرنسية)
- مارغريت ميتشل على موقع ميوزك برينز (الإنجليزية)
- مارغريت ميتشل على موقع أول موفي (الإنجليزية)
- مارغريت ميتشل على موقع قاعدة بيانات الأفلام السويدية (السويدية)
- مارغريت ميتشل على موقع إن إن دي بي (الإنجليزية)
- مارغريت ميتشل على موقع قاعدة بيانات الفيلم (الإنجليزية)
- مارغريت ميتشل على موقع كينوبويسك (الروسية)

## مصدر
- نسخة محفوظة 26 أبريل 2007 على موقع واي باك مشين.